# گلیز ۸۴۹
گلیز ۸۴۹ یک ستاره است که در صورت فلکی دلو قرار دارد.